# Paul Drayton
Paul Drayton (Otis Paul Drayton; * 8. Mai 1939 in Glen Cove, Long Island, New York; † 2. März 2010) war ein US-amerikanischer Sprinter und Olympiasieger.
1961 und 1963 gewann er die AAU-Meisterschaften über 220 Yards. 1961 war er auch Mitglied des Teams in der 4-mal-100-Meter-Staffel, das mit 39,1 s einen Weltrekord aufstellte. Er selbst egalisierte 1962 den Weltrekord über 200 Meter mit 20,5 s.
Bei den Olympischen Spielen 1964 in Tokio gewann er die Silbermedaille im 200-Meter-Lauf hinter seinem Landsmann Henry Carr (Gold) und vor Edwin Roberts aus Trinidad und Tobago, sowie die Mannschaftsgoldmedaille in der 4-mal-100-Meter-Staffel zusammen mit seinen Teamkollegen Gerry Ashworth, Richard Stebbins und Bob Hayes, vor den Teams aus Polen (Silber) und Frankreich (Bronze).